# Ariopsis
Ariopsis es un género de plantas con flores de la familia Araceae. Sólo hay dos especies en el género a saber Ariopsis peltata y Ariopsis protanthera.  Ambas especies se encuentran en el sotobosque de los bosques tropicales, pero viven en diferentes áreas. Ariopsis peltata se encuentra en los Ghats occidentales, Sikkim y Assam, mientras que Ariopsis protanthera se encuentra en Birmania y Bután. Ariopsis tiene forma de corazón y las hojas son plantas tuberosas.  El espádice es cilíndrico y tiene cavidades en las que el polen cae dentro.

## Taxonomía
El género fue descrito por Nimmo in J.Graham y publicado en A Catalogue of the Plants Growing in Bombay and its Vicinity 252. 1839. La especie tipo es: Ariopsis peltata

## Especies
- Ariopsis peltata
- Ariopsis protanthera